# 尼亚加拉河
尼亚加拉河（Niagara River）位于北美洲五大湖区，自伊利湖流向安大略湖，是连接两大湖的通道。尼亚加拉河全长58公里，上游海拔174公尺，下游海拔75公尺，水量非常丰富，在山羊島形成著名的尼亚加拉瀑布。
尼亚加拉河是美国纽约州与加拿大安大略省的边界。